# Эйхнер, Альфред
Альфред Эйхнер (англ. Alfred S. Eichner; 23 мая 1937, Вашингтон — 10 февраля 1988, Клостер, Нью-Джерси) — американский экономист, также историк. Доктор философии (1966), профессор экономики Ратгерского университета, перед чем завкафедрой экономики Перчейз-колледжа (1971—1980) и профессор Колумбийского университета. Указывается внесшим новаторский вклад в посткейнсианскую экономику. Посмертно был назван в числе одного из 100 самых важных экономистов-диссидентов двадцатого века.

## Биография
Учился в Колумбийском колледже, где попал под сильное влияние профессора Eli Ginzberg (последователя видных институционалистов Уэсли К. Митчелла и Джона Мориса Кларка), ставшего его наставником. Именно оный познакомил Эйхнера с «институционалистским образом мышления». Эйхнер получил степени бакалавра по истории Соединенных Штатов (1958) и доктора философии по экономике в Колумбийском университете. В экономической аспирантуре, как отмечают, «он быстро понял, что преподаваемая ему неоклассическая теория не соответствовала
практической реальности, которую он познал в своих более ранних исследованиях». Его науч. рук-лем являлся Donald Dewey.
Вместе с Гинзбергом же Эйхнер работал над экономической историей чернокожих американцев «Беспокойное присутствие: американская демократия и негры» (Free Press, 1964). Занимал должность старшего исследовательского ассоциата, а затем профессора по человеческим ресурсам в Колумбийском университете с 1961 по 1971 год. Заведовал кафедрой в Государственном университете Нью-Йорка. Истоки институционального посткейнсианства прослеживают в ранних теоретических трудах А. Эйхнера, особенно в период между 1966 и 1976 годами. В 1973 году возникшая из его докторской диссертации теоретическая модель ценообразования в условиях олигополии опубликована в Economic Journal. Одной из его самой ярых сторонниц станет Джоан Робинсон. Пиком его интеллектуальной карьеры указывают период, пришедшийся с 1976 года, когда Эйхнер в основном занимался макроэкономикой. Джеймс Стрит называл Эйхнера фактически институционалистским автором. Другие признавали его посткейнсианцем, наиболее близко подошедшим к институционализму. Свидетельствуют, что в конце 1970-х годов Эйхнер, наряду с Джоном К. Гэлбрейтом и Дадли Диллардом, считал себя и институционалистом, и посткейнсианцем. Состоял членом редколлегии Journal of Post-Keynsian Economics.
Автор нескольких книг и многих статей. Последняя книга — The Macrodynamics of Advanced Market Economies.
Редактор A Guide to Post-Keynesian Economics и Why Economics Is Not Yet a Science (оба — 1983, M. E. Sharpe). Как отмечают, в период со второй половины 1960-х до первой половины 1980-х годов он написал и опубликовал несколько академических работ в различных областях экономики, включая методологию, макроэкономическую теорию, прикладную макроэкономику и особенно микроэкономику.

## Сочинения
- Эйхнер А. Почему экономикс еще не наука? Гл. 14 // Теория капитала и экономического роста: Учеб. пособие / Под ред. С. С. Дзарасова. — М.: Изд-во МГУ, 2004.